# Верхній Дорожів
Ве́рхній Дорожів (англ. Verkhniy Dorozhiv, у народі скорочено — Дорожів) — село в Меденицькій селищній громаді, Дрогобицького району, Львівської області. Населення становить 1380 осіб.

## Розташування
Дорожів знаходиться в Передкарпатті над річкою Бистрицею і віддалений від Дрогобича на 24 км.
Сусідні населені пункти:
Частини села: Горішній Дорожів, Середній Дорожів, Долішній Дорожів. Мікротопоніми: Завишення, Мельники, Вільники, Луг, Крамарська, Вороття, Дембіна, Задня, Дутка, Гусяче, Груд, Береги.

## Назва
Через село вела дорога зі Львова до Дрогобича. Цією дорогою перевозили різний товар та матеріали. Під час переходу треба було відпочити і людям і коням. Місцем відпочинку було обрано Комарно і Дорожів. Ціни на продукти і сіль тут були високі, що і стало причиною до виникнення назви «Дорожня», а згодом — Дорожів.
7 травня 1946 року рішенням Президії Верховної Ради УРСР було перейменовано в Дублянському районі населені пункти Дорожів-Горішнянської сільської Ради: хутір Мельники Горішні — на хутір Горішні Мельники, село Дорожів Горішній — на село Верхній Дорожів, а Дорожів-Горішнянську сільську Раду, відповідно до назви її центру, — на Верхньодорожівську. Також перейменували населені пункти Дорожів-Долішнянської сільської Ради: хутір Мельники Долішні — на хутір Долішні Мельники, село Дорожів Долішній — на село Нижній Дорожів і Дорожів-Долішнянську сільську Раду, відповідно до назви її центру, — на Нижньодорожівську.

## Історія
Село Дорожів засноване у сиву давнину близько ХІІ — ХІІІ ст. Найдавніша письмова згадка про село відноситься до ХІІІ ст. і згадується в грамоті короля Лева Даниловича:
«Я, князь Лев, возвали єсмо з Литовської землі Стефана Лізда, дали єсми єму в Самборскій волости село Гординю, а другоє Дорозево зо всіми ужитками і землею, і сіножатами, со дубравами, з лісами, і бортами, і сітми, і з ріками, і со млином, і со єзіорми, і потоки, со криничами, і со риніами, і со всіми прави, так яко сми сами держали і тако далисмо єому на вікі і дітіом єго і внучатом єго і правнучатом єго на вікі. В ненадобі уступатисіа на тоє слово нікому, а хто сіа уступит суд ми і з ним будемо мати перед Богом».
Оскільки немає відповідних прикінцевих клаузул документа, місце складання документа не відоме. Не відомий також час його написання. Якщо його видавав князь Лев Данилович, то видано його було до 16 березня 1301 року, як вважають вчені — дати його смерті, якщо це був Лев ІІ (Лев Юрійович), то теж не пізніше 21 травня 1323 року, який саме тоді помер.
Якщо грамоту видав князь Лев Данилович, то видано її було до 16 березня 1301 року, як вважають вчені, це дата його смерті.

Датою заснування села можна вважати 6 липня 1375 року, цього дня польський король Володислав Опольський видав грамоту, за якою невідомий з іменем Ясько отримав село на тих самих умовах, що й інші васали зі сплатою двох грошей і несення військової служби й участі у військовому поході разом з одним копіпйником і одним стрільцем::
«м. Велюнь, 6 липня 1375 року.
В імя боже. Амінь. Завданням його величества короля звернути увагу, щоби його піддані задля чести своєї служби пильнували і відчували потребу зросту й могутності та піднесення для них самих пожитку і користі, для того ми Володислав божою ласкою князь Опольський, Велюнський і пан Руси на вічну памятку повзяв гадку в своїй щедрості подарувати одному з найвірніших вірному і послушному Яськови і його правним спадкоємцям посілість нашу, Дорожів звану, що находиться в Самбірському повіті зі всіми правами і приналежностями, користями і ужитками, межами кругом відграничену і відділену, з полями управними і нововизначеними, з лісами, гаями, дубровами, пасіками, ожиновими кущами, з ловами і птахівництвом, з луками, пасовиськами, корчмами, рибними ставами, млинами, озерами, багнами, горами, горбками, долинами, рівнинами, з водами і водними спливами, як також зі всіми іншими володіннями, пожитками і ужитковинням, що в названій посілості Дорожів повстануть або з часом прийдуть в посідання, утримання і потверджуємо тому ж Яськови і його дідичам та правним спадкоємцям після прав і звичаю в той самий спосіб, в який і інші пани ввійшли в посідання дібр, мають вічно її уживати, утримувати, продати, в другі руки передати або дарувати, заміняти, заставити і ужитковання після свойого бажання змінити; а зате сам Ясько і його правні спадкоємці мають нам і нашим наслідникам помагати у воєнному поході з одним піхотинцем і одним лучником, наколиби на нашій руській землі зайшла така потреба, як рівнож услугувати нам та щорічно в нашу касу вносити в день святого Мартина два великі гроші чиншу. Обіцяємо також тому Яськові і другим, наколи буде спійманий на війні і взятий в полон або прогнаний з нашої громади або якесь інше зайде на нього нещастя, ухвалою досвідчених мужів постаратися йому допомогти. На довід вище згадоного підписом власноручним з приложенням нашої великої печатки підтверджуєм.
Виконано і датовано у Велюню шостого тижня по празнику святого Петра і Павла року божого тисяча триста сімдесять пятого (1375) в приявності: Андрія Екоміда, пана на Коширі і Мерботі, старости Радля Венстова і пана Івана нашого секретаря та многоих інших достойних».

## Релігія
Село є рекордсменом за кількістю старих дерев'яних церков — їх тут є аж чотири:
- Преображення Господнього 1877 (за селом),
- Св. Івана Хрестителя 1895,[9]
- Св. Юрія 1855,
- Вознесіння Господнього 1887.[10]

У храмі Святого Юрія був душпастирем Шевчук Василь.
З 1919—1924 р. парохом церкви Різдва св. Івана Хрестителя був Григорій Лакота — блаженний священомученик УГКЦ, беатифікований Папою Іваном-Павлом ll у 2001році, єпископ-помічник Перемишльської єпархії, ректор Перемишльської семінарії, жертва комуністичного терору .

## Освіта
У 1817 році у Дорожеві була заснована школа і першим дяком-учителем в ній був Іван Несторович (1795—1885 рр.). Після розпорядження австрійської влади тут навчали читання, церковного письма, співу і рахунків. Школа ця тинялась по селянських хатах. Це була трикласна школа з дворічним навчанням. Нагляд над цими школами здійснювали органи влади, але повсякденне керівництво було в руках духовенства. По старості літ Іван Несторович пішов на пенсію, а його місце зайняв 1876 році П.Петрика, який вже 1887 року перейшов в інше село, а на його місце прийшов Михайло Пик. У 1892 року школа була перенесена на Загородки до новозбудованого приміщення.
У 1899 році до Дорожева прибув новий вчитель Гординський, що учив від 1899 до 1904 р. Завдяки цьому учителю, декотрі його учні, які згодом зайняли різні важливі посади, змогли продовжити навчання в Дрогобичі і Самборі.
В 1937 р. за ініціативою сільського війта Артемовича Михайла, почалося будівництво нової кам'яної двоповерхової школи. Місце для будівництва вибрали в центрі села, на толоці. Головним майстром будівництва школи був Пік Володимир. По його проекту будувалася школа. Місцевість, де будувалася школа, була болотиста. Доводилось копати траншеї глибиною до 1,5 м і спускати воду. Роботи всі велись вручну. Кошти на будівництво школи були від того, що люди продавали толоки.
1 вересня 1938 року нова школа прийняла своїх вихованців. Саме в цій школі 1957—1958 рр. працював майбутній доктор біологічних наук, Заслужний діяч науки і техніки України — Бровдій В. М.
Після розпорядження Міністерства освіти мала назву «Загальна публічна школа ІІІ ступенів у Дорожеві». До цієї школи почали ходити діти з усіх навколишніх сіл. Пізніше школа отримала назву: «Верхньодорожівський ЗЗСО».

## Відомі люди

### Народилися
- Андрухів Дмитро Семенович — літературний критик, перекладач.
- Бодник Андрій Андрійович — мовознавець, етнограф, художник-аматор.
- Грицай-Перебийніс Дмитро — генерал-хорунжий, головний командир (1942—1943), шеф штабу УПА (з 1944).
- Заяць Василь Федорович — художник-модельєр. Народний майстер декоративно-прикладного мистецтва.
- Заяць Мар'ян «Цяпка» — районний провідник ОУН. Загинув 6 лютого 1945 р. при облаві НКВС, застреливши себе з пістолета, щоб не потрабити до рук радянських спецслужб.
- Злупко Андрій — священник УГКЦ, останній Апостольський Адміністратор Лемківщини.
- Злупко Степан Миколайович — доктор економічних наук, професор, лауреат премії ім. Михайла Туган-Барановського НАН України.
- Лучків Іван — громадський діяч, бакалавра механічної (1951) і магістра ядерної (1959) інженерії у Торонтському університеті, віце-президент компанії «Viceroy Manufacturing», бібліограф, зібрав особисту бібліотеку із близько 10-ти тис. українських книжок i памфлетів.
- Макух Іван — український галицький державний, громадсько-політичний діяч.
- Щербак Василь Іванович «Нечай» — багатолітній районний провідник ОУН, комендант районної СБ. Загинув 25 листопада 1951 р. разом з дружиною при облаві НКВС.

### Пов'язані з Дорожовом
- Бровдій Василь Михайлович — український учений-ентомолог. Доктор біологічних наук, професор. Академік АН ВШ України з 2006 р. Уродженець м. Іршава Закарпатської обл. Працював учителем біології і хімії середньої школи в с. Дорожів (1957—1958).
- Вітик Семен Гнатович — громадсько-політичний і профспілковий діяч на Дрогобиччині. Редагував часопис РУРП «Селянин». Засновник УСДП, посол до Австрійського парламенту (1907—1918). Член КП(б)У з 1925 року. Навчався в школі с. Дорожів.
- Григорій (Лакота) — український релігійний діяч. Єпископ-помічник Перемишльський УГКЦ. Ректор Перемишльської духовної семінарії. Жертва сталінського терору. Адміністратором села Дорожів (1919—1924).
- Старинський Микола «Думний» — станичний ОУН, командир теренової сотні УПА-Захід; загинув 12 квітня 1947 року в селі Дорожів.
- Осьмак Кирило Іванович (псевдо «Марко Горянський») — діяч Української Центральної Ради, діяч ОУН, Президент Української Головної Визвольної Ради. Уродженець м. Шишаки на Полтавщині. Після сутичка між відділами УПА та частинами Червоної армії Кирило Осьмак був поранений і переховувався в с. Дорожів, маючи документи на чуже ім'я. 12 вересня 1944 р. під час облави, влаштованої НКВС, Кирила Осьмака заарештували в хаті Летнянчина.
- Шевчук Василь (священик)— український релігійний діяч, священник УГКЦ, капелан УПА. Служив у церкві св. Юра в с. Дорожів (1930—1931).